# Stormy Weather (film 1943)
Stormy Weather è un film del 1943 diretto da Andrew L. Stone.  Il film, il cui titolo è preso dalla canzone omonima del 1933, contiene una ventina di brani musicali.

## Rilevanza storica
Nel 1943, in un periodo in cui molto raramente attori afroamericani riuscivano ad avere una parte di una qualche importanza nelle produzioni hollywoodiane, la 20th Century Fox e la MGM produssero ambedue un importante film con un cast tutto di neri: la prima produsse Stormy Weather, la seconda Due cuori in cielo (Cabin in the Sky) di Vincente Minnelli e Busby Berkeley. Ambedue i film furono musicati da Harold Arlen.
Nel 2001 la Biblioteca del Congresso degli Stati Uniti ha posto Stormy Weather nella lista dei film culturalmente più significativi, selezionandolo per la conservazione nel National Film Registry.

## Distribuzione
Nel 2005 il film è stato pubblicato su DVD.